# Kuchnia kurpiowska
Kuchnia kurpiowska – dział sztuki kulinarnej charakterystyczny dla społeczności Kurpiowszczyzny.

## Charakterystyka

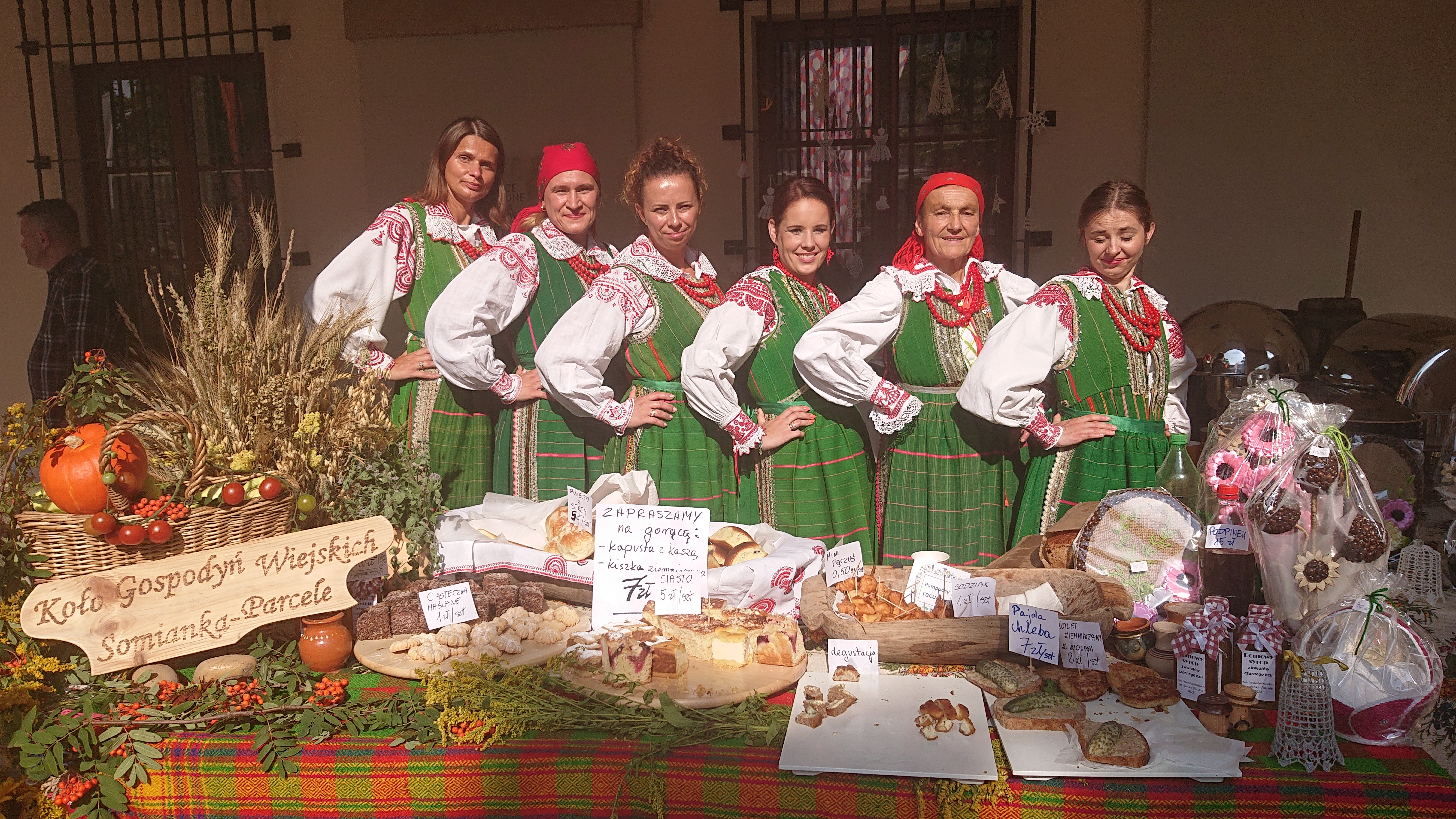
Członkinie KGW Somianka-Parcele (Puszcza Biała) na stoisku z własnymi wyrobami (m.in. kapusta z kaszą, kiszka ziemniaczana, chleb ze smalcem, sodziaki, pampuchy)

Pierwotna kuchnia mieszkańców regionu opierała się na produktach typowo leśnych (ludność zajmowała się łowiectwem, bartnictwem, zbieractwem). W tradycyjnym wymiarze kuchnia ta bazuje w znacznym stopniu na produktach roślinnych: kaszach (głównie jaglana i gryczana), mąkach (głównie żytnia, owsiana, jęczmienna), warzywach (takich jak: ziemniaki, kapusta, marchew, buraki) oraz produktach runa leśnego (głównie grzyby, borówki, jagody). Z produktów zwierzęcych często używano dziczyzny i drobiu. Większość mięsa trzody chlewnej sprzedawano, podobnie jajka. Spożywano mleko i jego przetwory (sery, twarogi, masło, zsiadłe mleko). Posiłki okraszano smalcem, słoniną, skwarkami, śmietaną. Korzystano z sezonowych dóbr łąk (szczaw). Słodzidłem był miód z własnej pasieki.

## Potrawy
W Puszczy Białej popularne były: prażucha – papka z ugotowanej mąki żytniej okraszona słoniną i tłuszczem, zalewajka – zupa ziemniaczana zasypana kaszą jęczmienną lub grubo krojoną kapustą i zaprawiona słoniną, kluski rwaki z żytniej pytlowej mąki, sodziaki – placki z pośledniej mąki z dodatkiem miodu, sody i zsiadłego mleka. W Puszczy Zielonej jadano też grycaki – placki z mąki gryczanej. Popularne były wszelkiego rodzaju kluski, zakwasy, barszcze. Posiłki urozmaicano na święta i specjalne okazje (wesela, chrzciny, stypy). W obu puszczach między Nowym Rokiem na Trzema Królami pieczono fafernuchy – pieprzno-słodkie ciasteczka wielkości orzechów, w kształcie kopytek, którymi bawiono się w cetno i licho. Na Kurpiowszczyźnie spożywano bezalkoholowe piwo jałowcowe, w Zagajnicy zwane kozicowym, pieczoną babkę ziemniaczaną (rejbak), zupę dyniową na mleku z mącznymi zacierkami lub kluskami z tartych ziemniaków (malon), drożdżowe placki smażone na tłuszczu (pampuchy), zupę z prośnianek (grzybów gąsek), kluski z tartych ziemniaków (rejbaki w Zagajnicy, w Puszczy Białej rwaki).
Na liście produktów tradycyjnych Ministerstwa Rolnictwa i Wsi znajdują się kurpiowskie potrawy: fafernuchy, rejbak i malon.

## Galeria

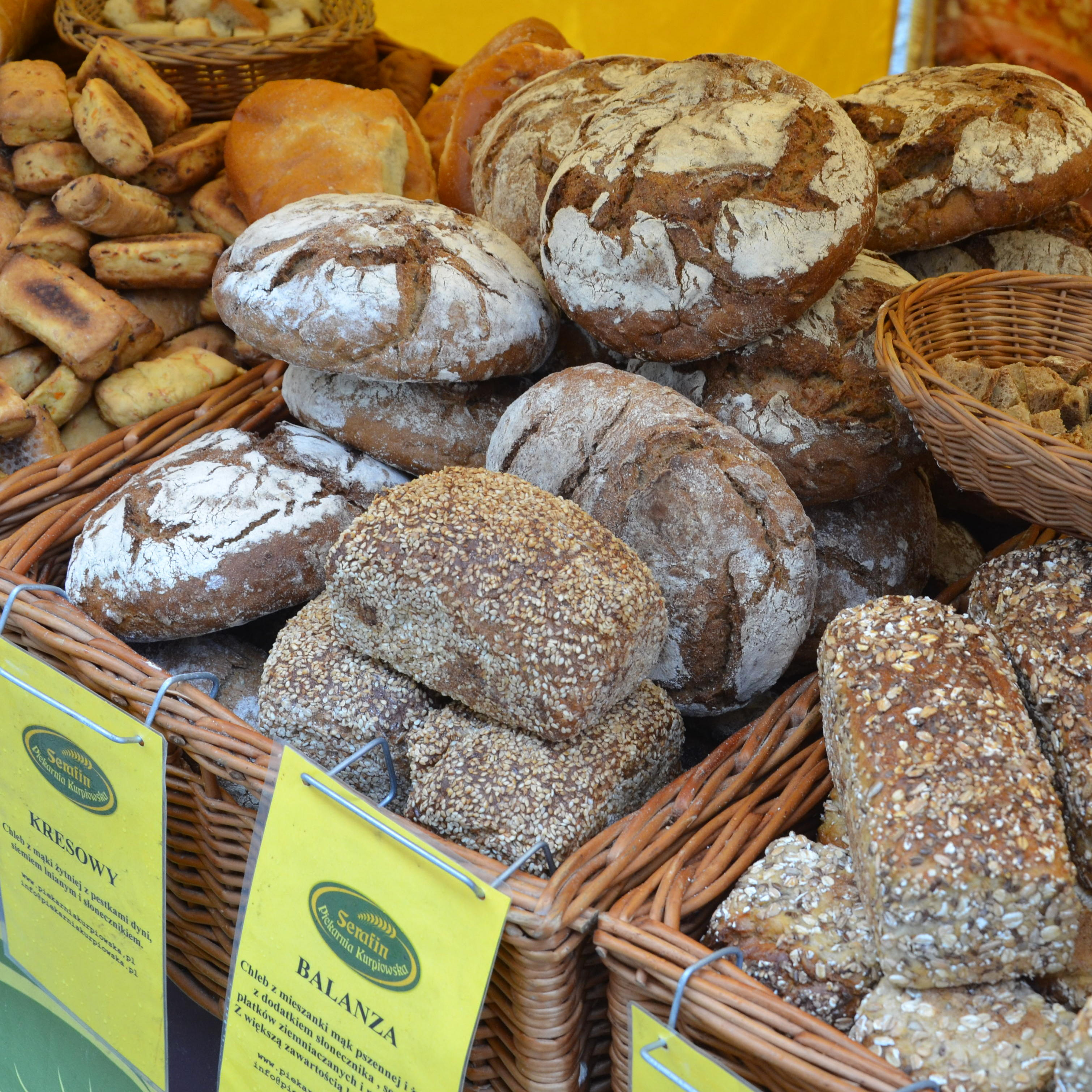
Chleby z Piekarni Kurpiowskiej Serafin (Kurpie Zielone)
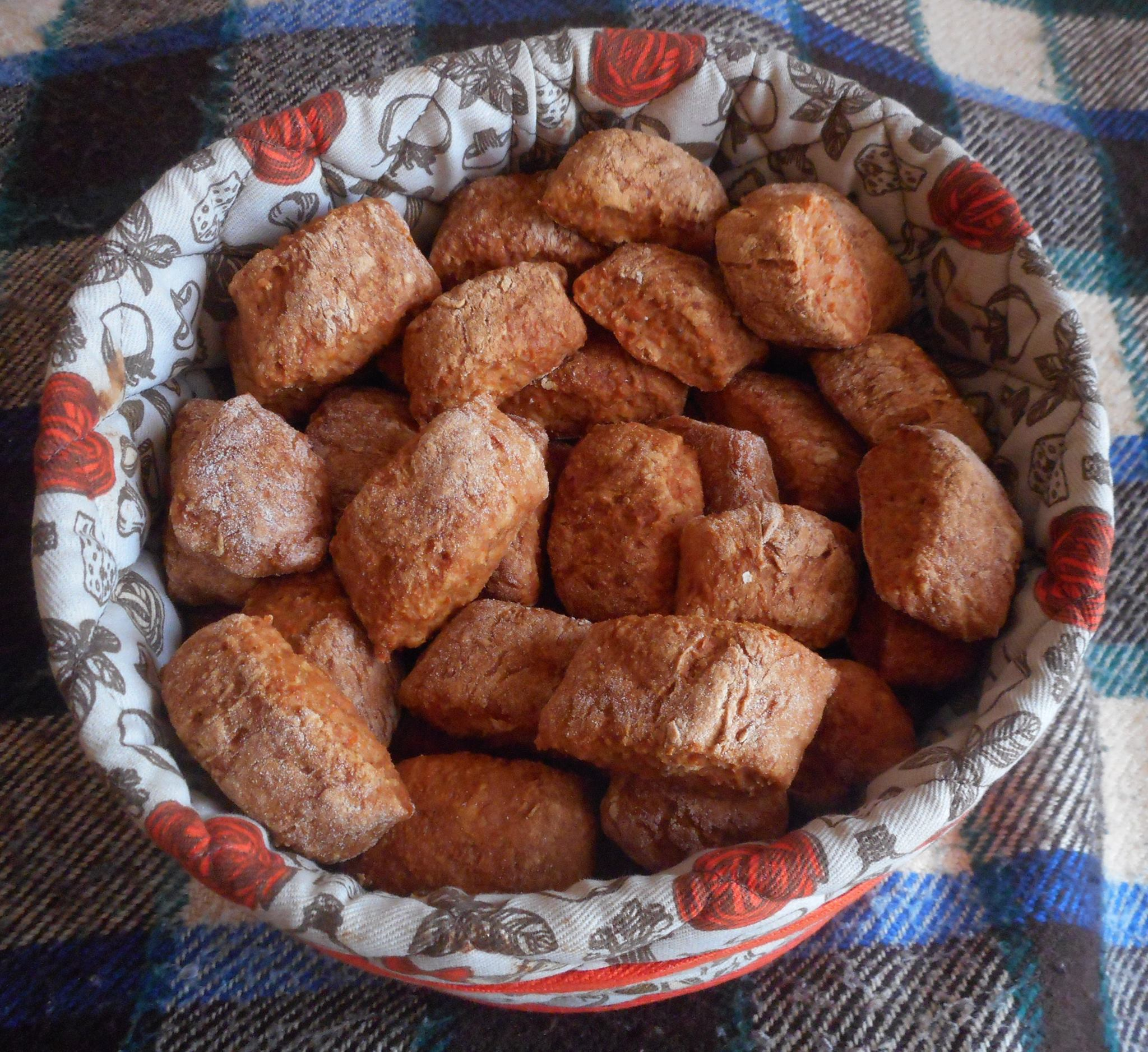
Fafernuchy Kurpiów Puszczy Zielonej
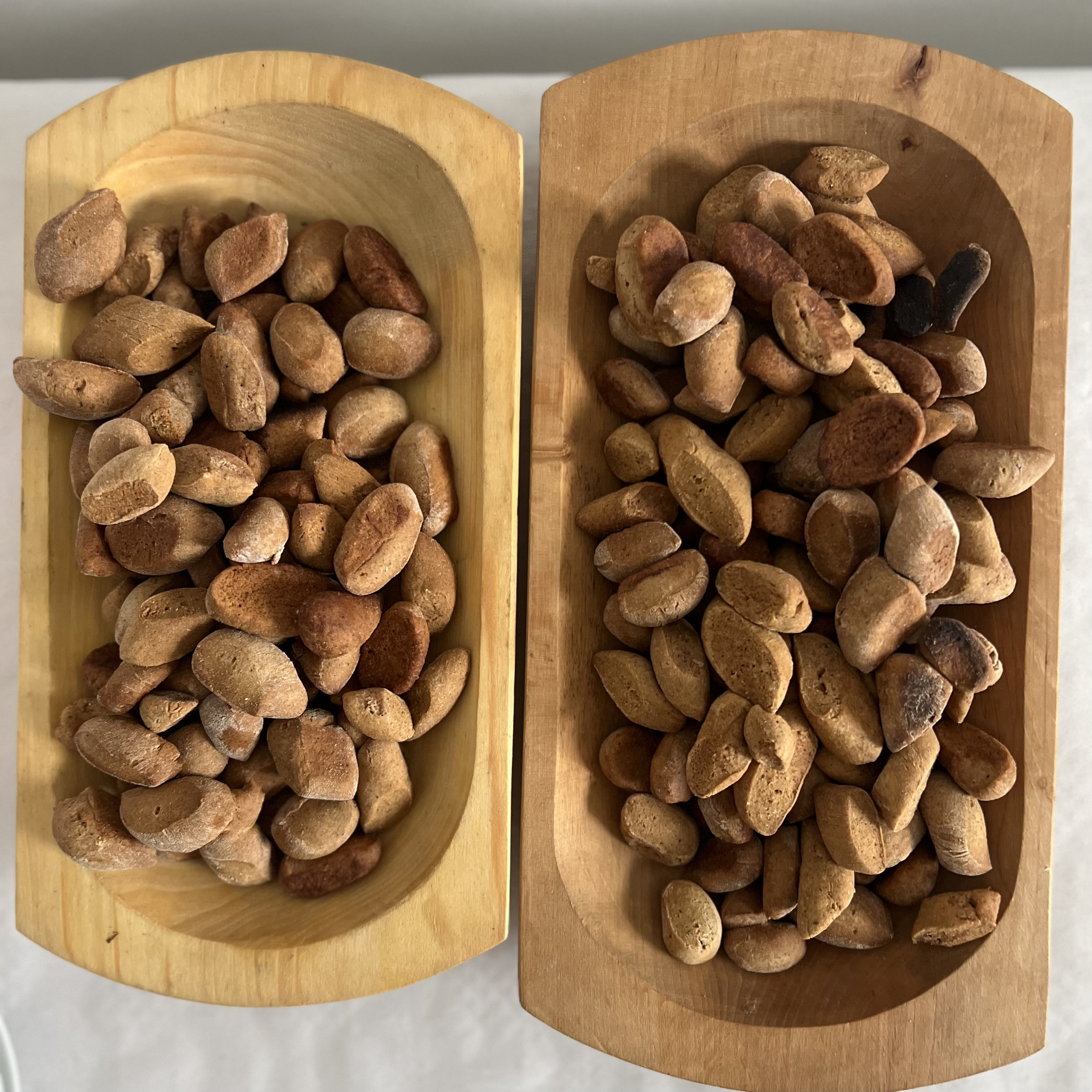
Fafernuchy Kurpiów Puszczy Białej
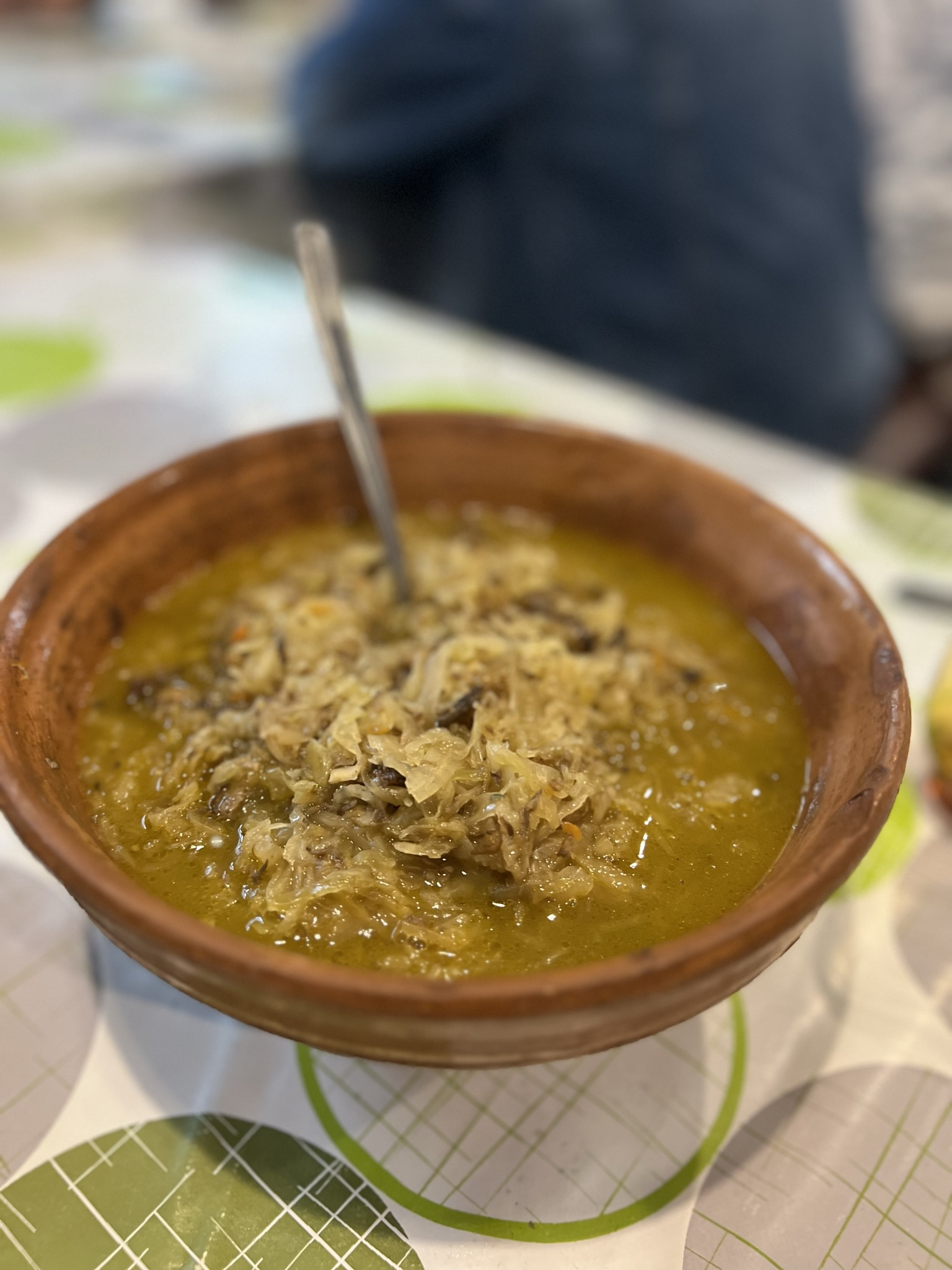
Kapusta na oleju z grzybami (Kurpie Białe)
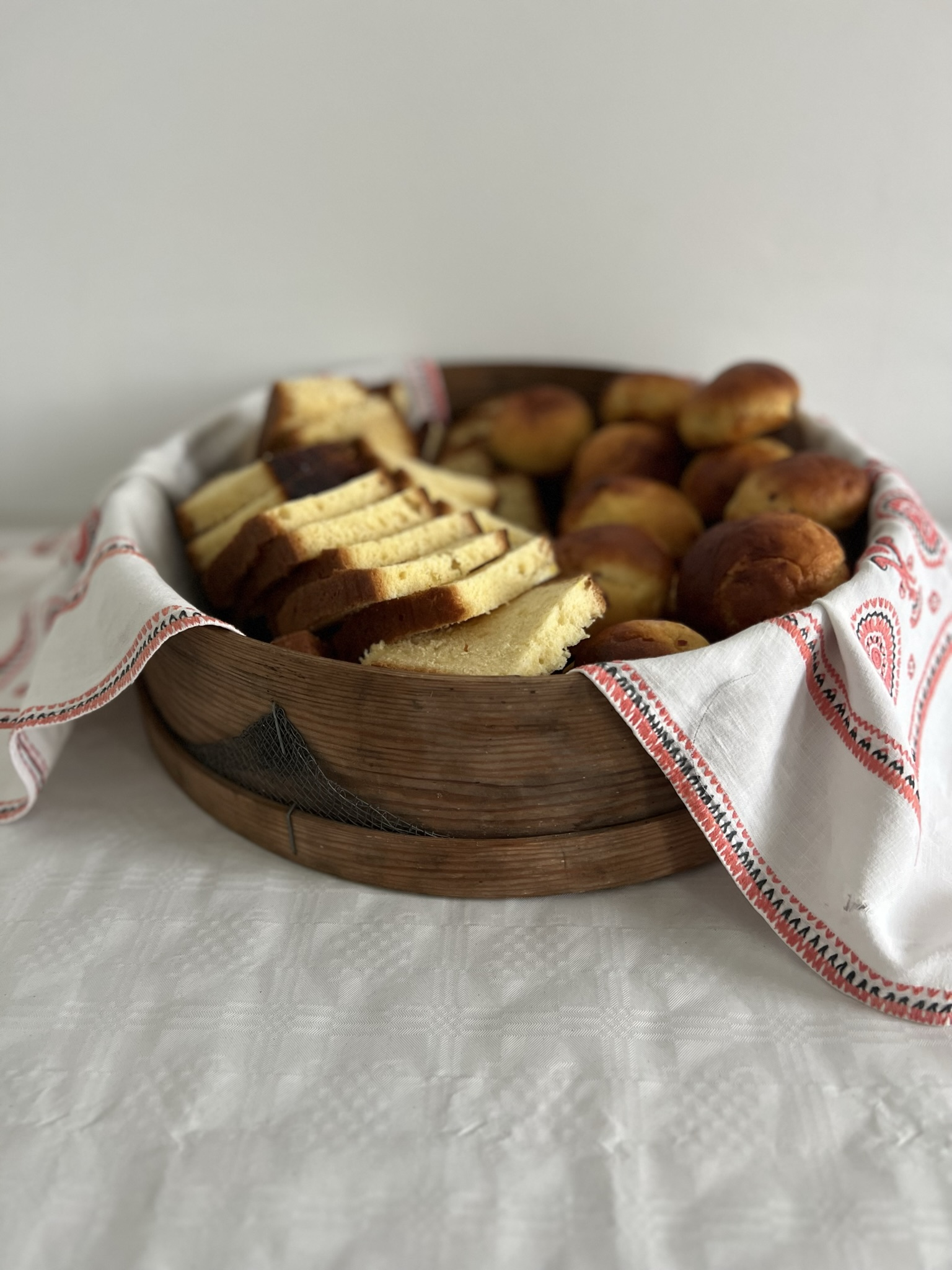
Placek drożdżowy i jagodzianki (Kurpie Białe)
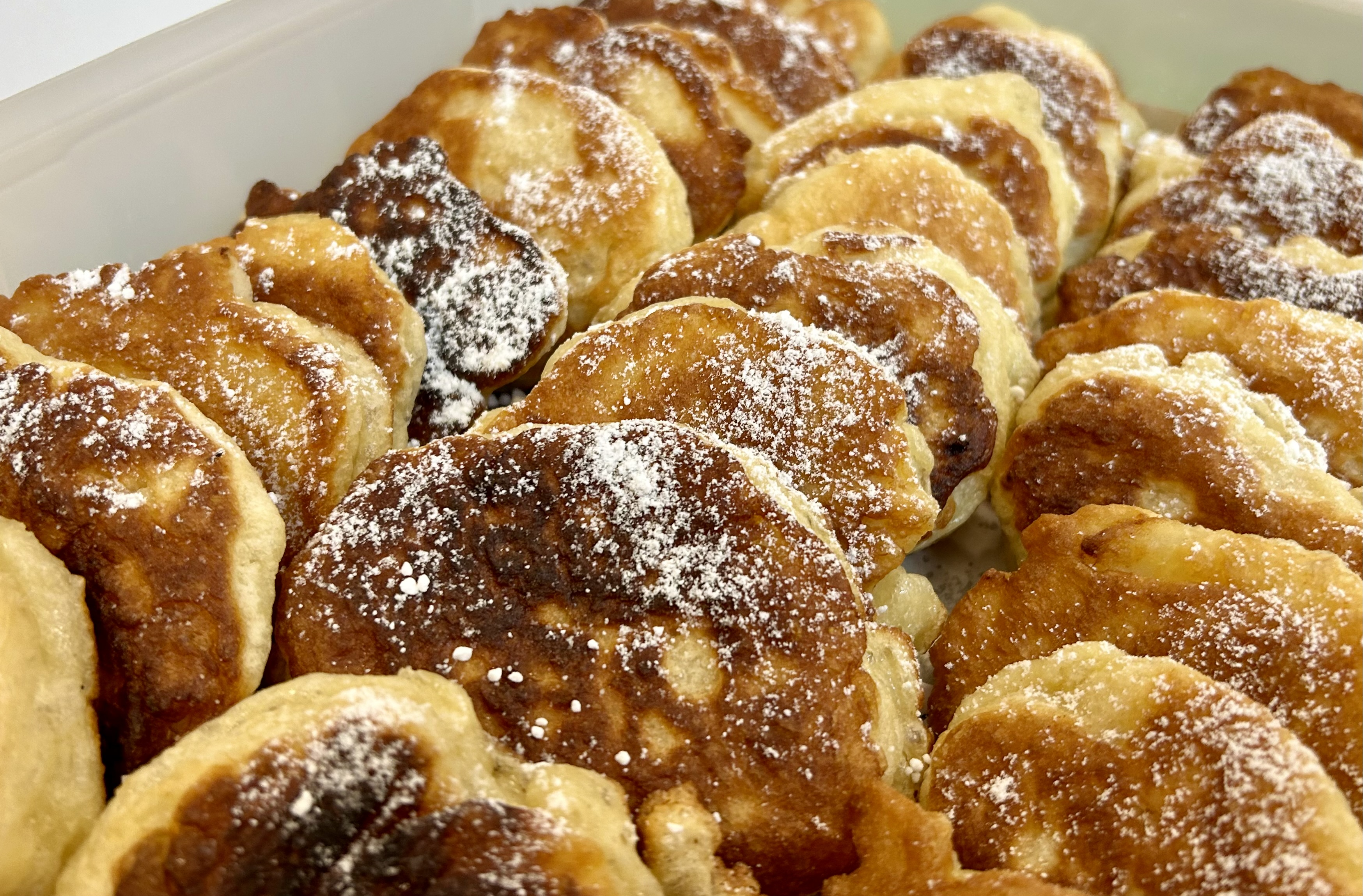
Pampuchy (Kurpie Zielone)
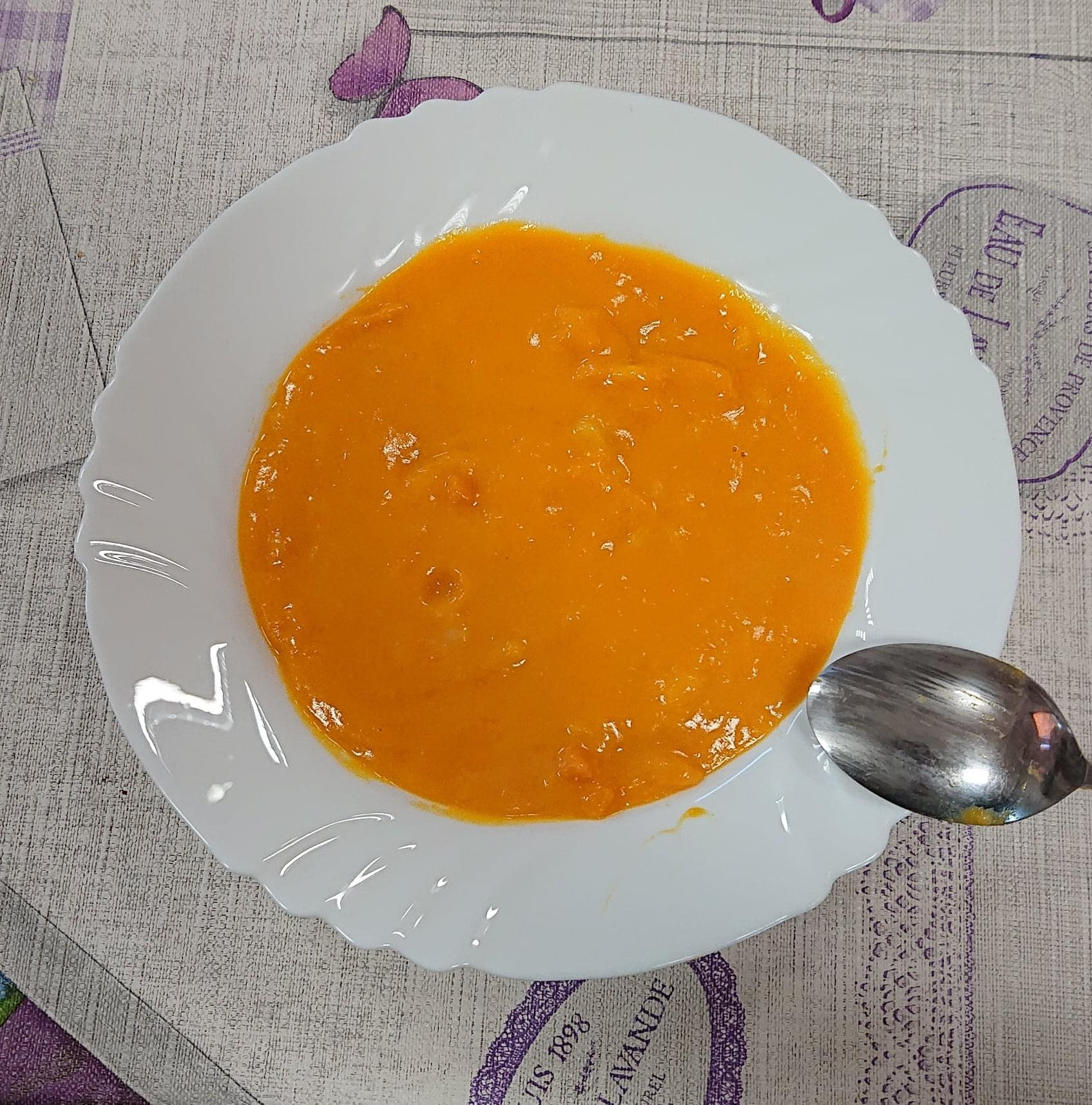
Malon – zupa dyniowa z zacierkami (Kurpie Zielone)
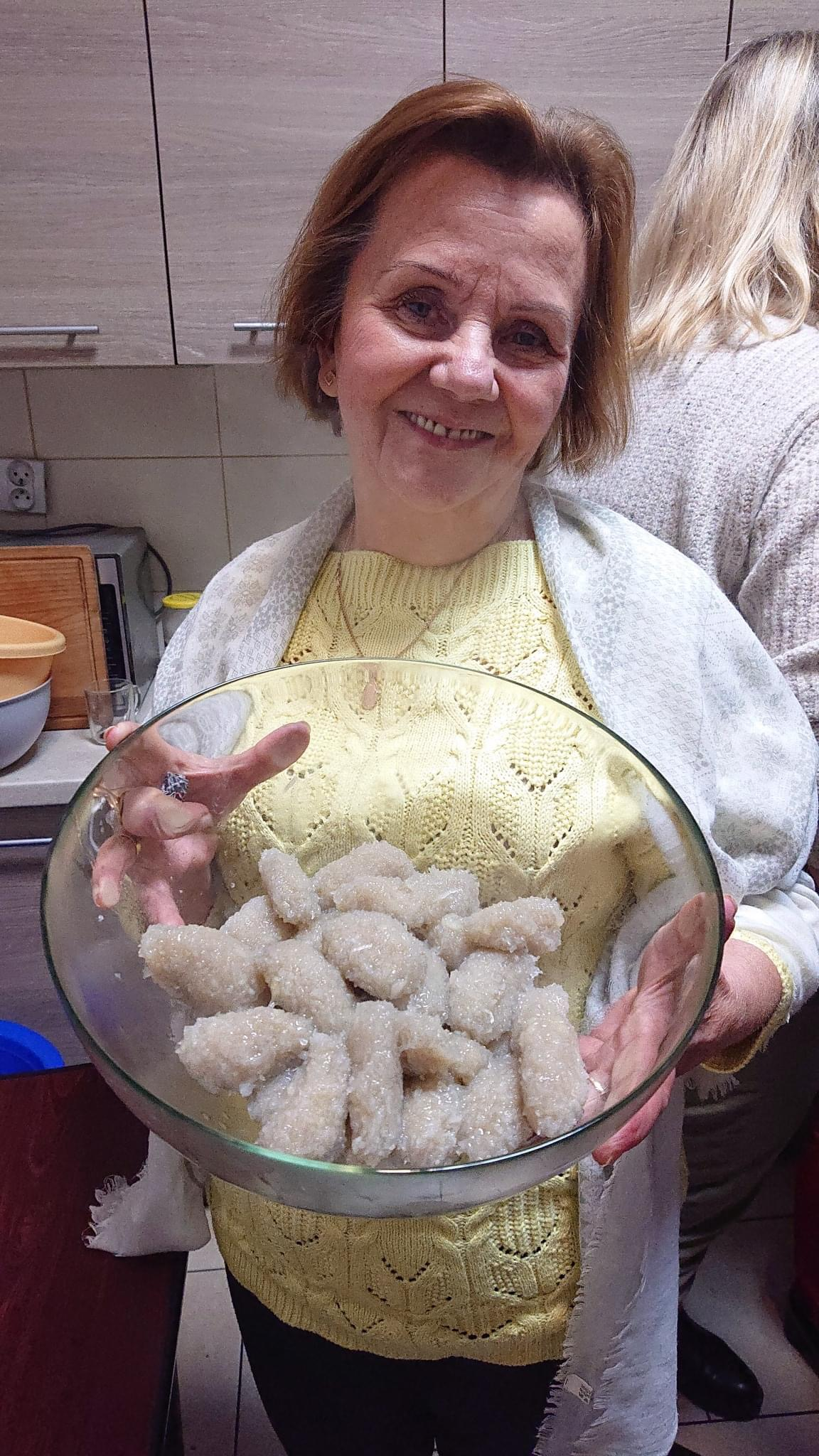
Szare kluski ziemniaczane (żelaźniaki, Kurpie Zielone)
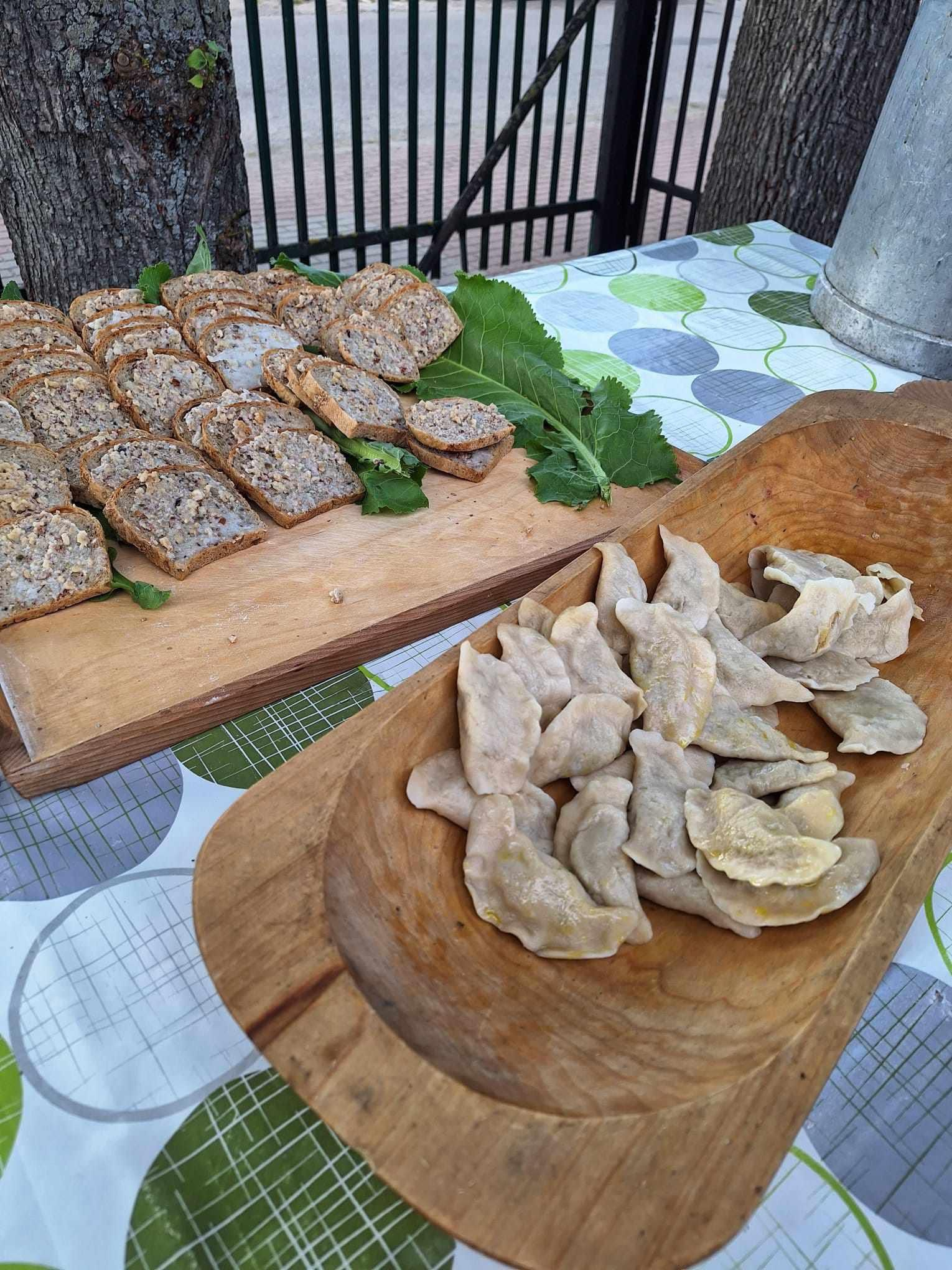
Pierogi z soczewicą i chleb ze smalcem (Kurpie Białe)
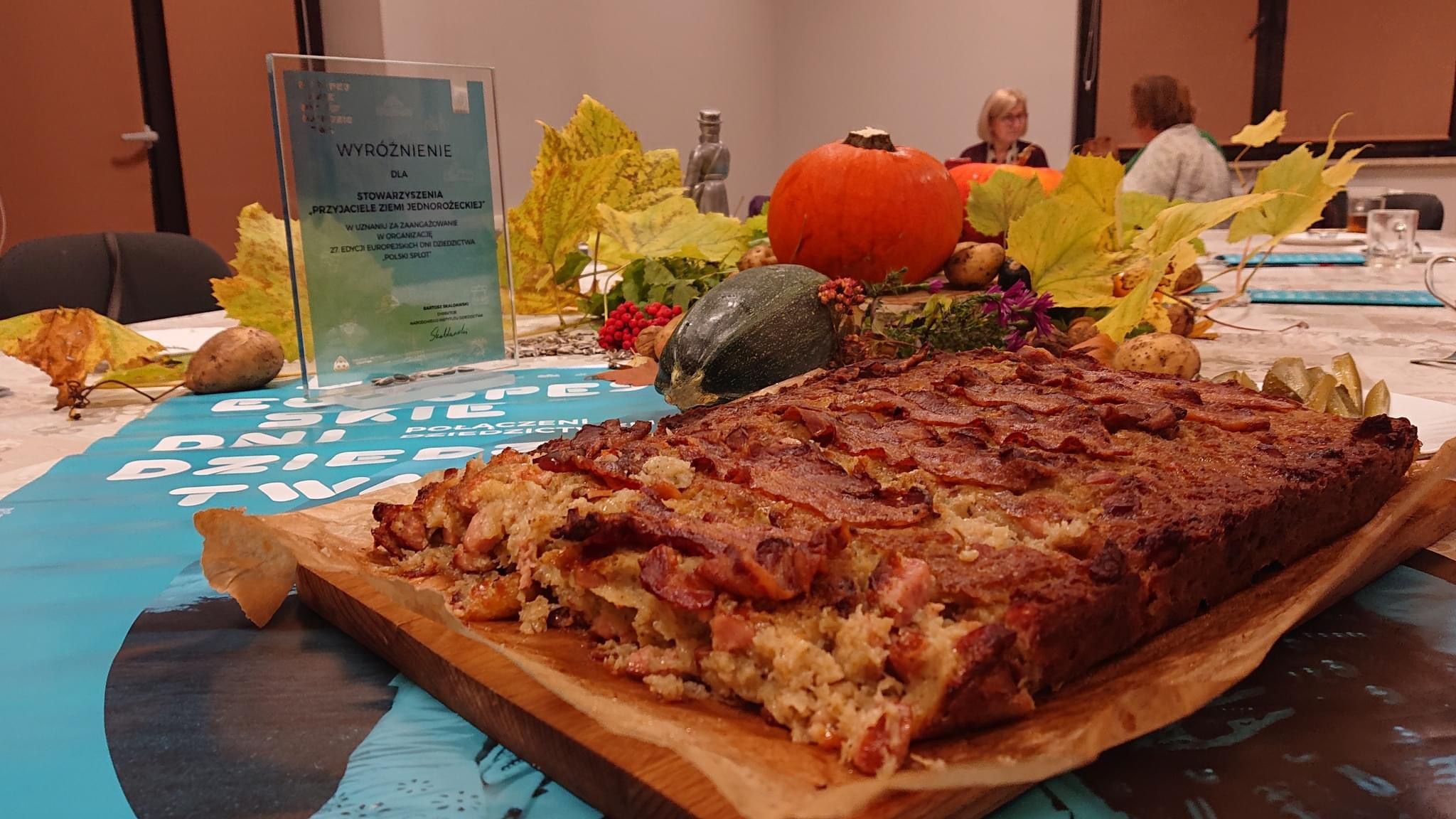
Rejbak – babka ziemniaczana (Kurpie Zielone)
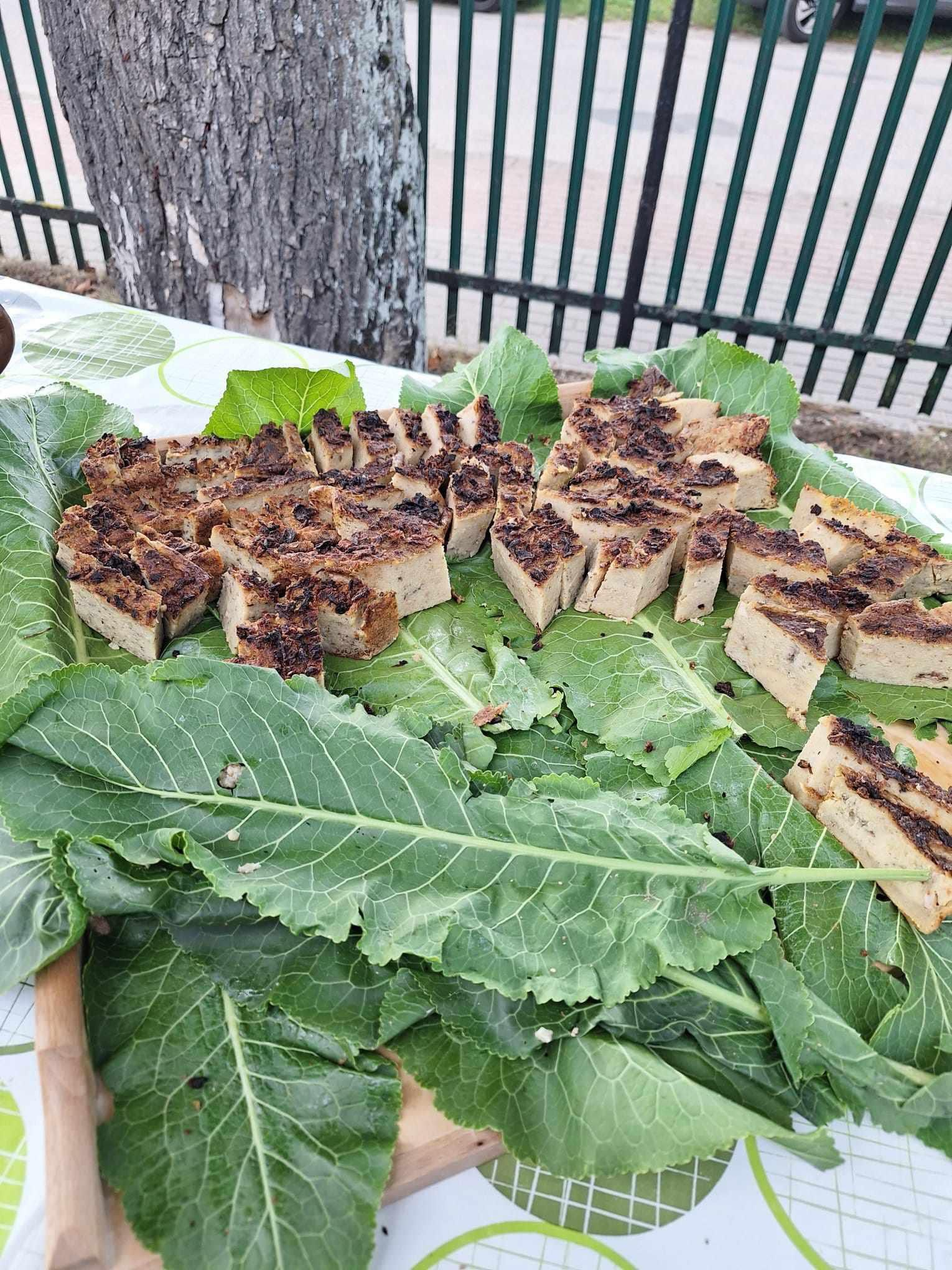
Babka ziemniaczana na liściach chrzanu (Kurpie Białe)
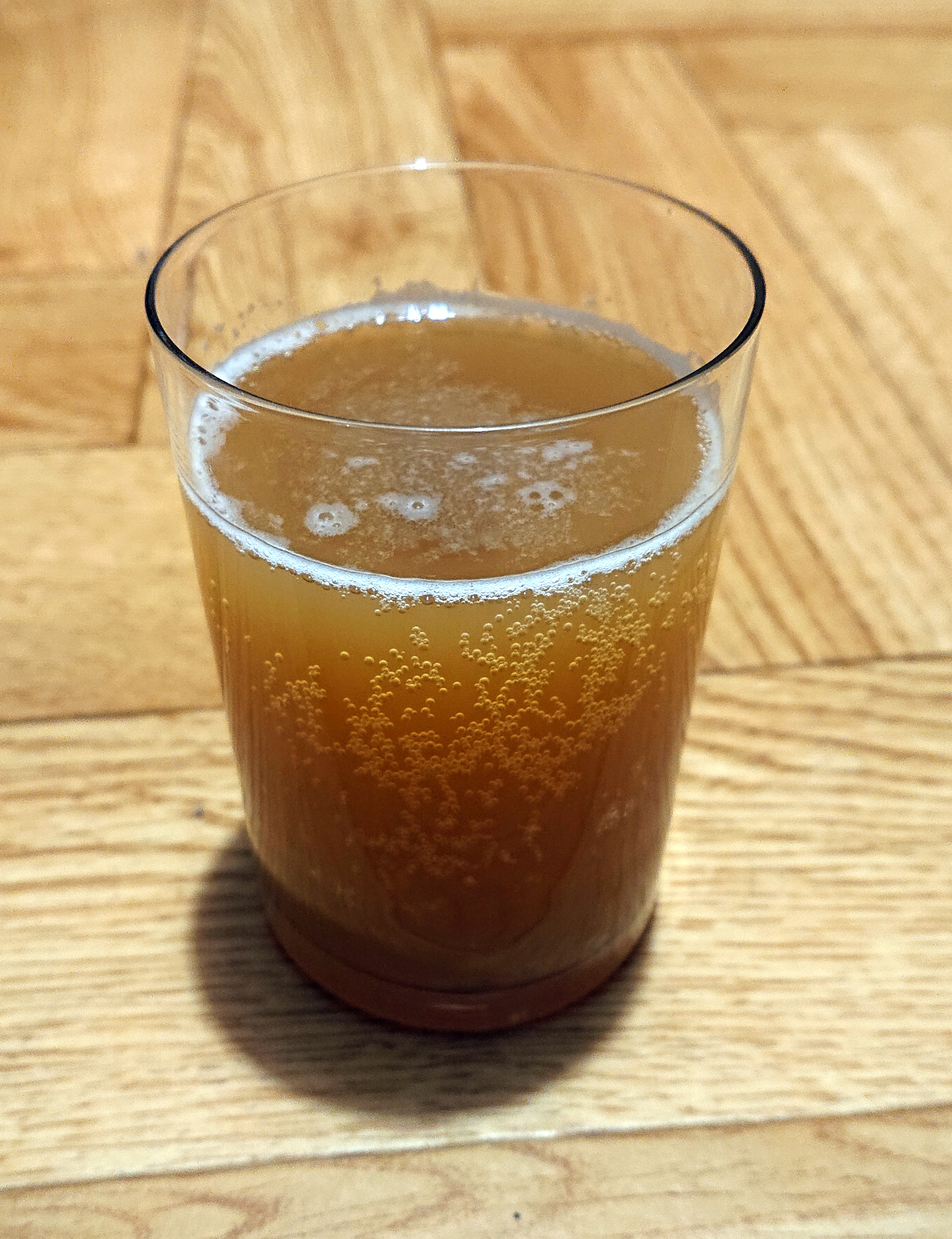
Piwo kozicowe (Kurpie Zielone)
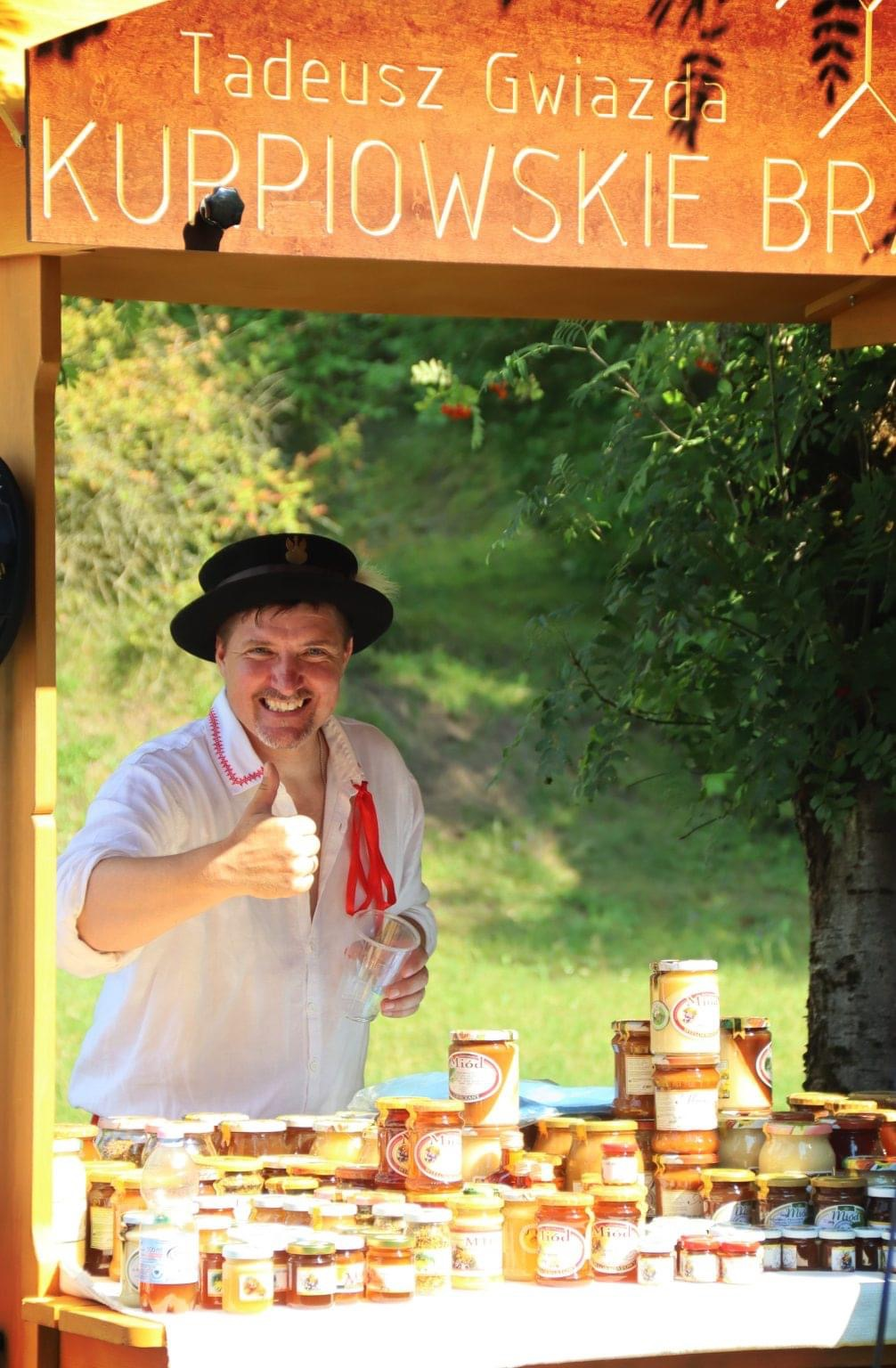
Stoisko z miodami (Kurpie Zielone)

## Literatura
- Chętnik Adam, Pożywienie Kurpiów: jadło i napoje zwykłe, obrzędowe i głodowe, Polska Akademia Umiejętności, Kraków 1936.
- Grochowicz Józef, Dziedzictwo kulturowo-kulinarne Kurpi Zielonych szansą na atrakcyjny produkt turystyczny, Akademia Finansów i Biznesu Vistula, Warszawa 2018.
- Kuchnia polska regionalna: Mazowsze – Kurpie – Podlasie: 1170 przepisów najlepszych w kraju gospodyń, Łomżyńska Oficyna Wydawnicza, Łomża 1989.
- Bziukiewicz Laura, Biesiada Kurpiowska, Wydawnictwo Literackie Białe Pióro, Warszawa 2020.